# Acotado
En matemática, el concepto de acotado se refiere a una situación en la que para cierto objeto matemático o un objeto construido a partir del mismo puede establecerse una relación de orden con otro tipo de entidad llamada cota superior o inferior. Los detalles varían según el contexto, por lo que se remite al cuerpo de este artículo para una definición precisa en cada caso.

## Visión general

Representación intuitiva de un conjunto acotado (arriba) y de un conjunto ilimitado (abajo). El conjunto de abajo se extiende indefinidamente hacia la derecha

En análisis matemático y áreas relacionadas de las matemáticas, un conjunto se denomina acotado si es, en cierto sentido, de medida finita. Por el contrario, un conjunto que no está acotado se llama ilimitado. La palabra acotado no tiene sentido en un espacio topológico general sin la métrica correspondiente.
Frontera es un concepto distinto: por ejemplo, el área de un círculo aislado es un conjunto acotado pero sin frontera, mientras que un semiplano es ilimitado pero posee una frontera.
Un conjunto acotado no es necesariamente un conjunto cerrado y viceversa. Por ejemplo, un subconjunto S de un espacio real bidimensional R2 restringido por dos curvas parabólicas x2 + 1 y x2 - 1 definidas en un sistema de coordenadas cartesianas está cerrado por las curvas, pero no es acotado (y por lo tanto, es ilimitado).

### Definición en los números reales

Un conjunto real con cotas superiores y su supremo

Un conjunto S de números reales se denomina superiormente acotado si existe algún número real k (no necesariamente en S) tal que k ≥ s para todos los s en S. El número k se denomina cota superior de S. Los términos inferiormente acotado y cota inferior se definen de manera similar.
Un conjunto S está acotado si tiene cotas superior e inferior. Por lo tanto, un conjunto de números reales está acotado si está contenido en un intervalo finito.

### Definición en un espacio métrico
Un subconjunto S de un espacio métrico (M, d) está acotado si existe r > 0 tal que para todos los s y t en S, se tiene que d(s, t) < r. El espacio métrico (M, d) es un espacio métrico acotado (o d es una métrica acotada) si M está acotado como un subconjunto de sí mismo.
- Totalmente acotado implica acotado. Para subconjuntos de Rn, los dos conceptos son equivalentes.
- Un espacio métrico es compacto si y solo si es completo y está totalmente acotado.
- Un subconjunto de un espacio euclídeo Rn es compacto si y solo si es cerrado y está acotado. Esta propiedad queda definida según el teorema de Heine-Borel.

### Acotación en espacios vectoriales topológicos
En espacios vectoriales topológicos, existe una definición diferente para conjuntos acotados (que a veces también se denominan conjuntos acotados de von Neumann). Si la topología del espacio vectorial topológico es inducida por una métrica que es homogénea, como en el caso de una métrica inducida por la norma de un espacio vectorial normado, entonces las dos definiciones coinciden.

### La acotación en la teoría del orden
Un conjunto de números reales está acotado si y solo si tiene un límite superior y otro inferior. Esta definición es extensible a subconjuntos de cualquier conjunto parcialmente ordenado. Debe tenerse en cuenta que este concepto más general de acotación no corresponde a una noción de tamaño.
Un subconjunto S de un conjunto parcialmente ordenado P se llama superiormente acotado si existe un elemento k en P tal que k ≥ s para todos los s de S. El elemento k se denomina cota superior de S. Los conceptos de inferiormente acotado y cota inferior se definen de manera similar (véase también elemento mayorante y minorante).
Un subconjunto S de un conjunto parcialmente ordenado P se denomina acotado si tiene un límite superior y otro inferior, o de manera equivalente, si está contenido en un intervalo. Téngase en cuenta que esto no es solo una propiedad del conjunto S, sino también del conjunto S como subconjunto de P.
Un conjunto parcialmente ordenado acotado P (es decir, por sí mismo, no como subconjunto) es aquel que tiene un elemento mínimo y un elemento máximo. Debe tenerse en cuenta que este concepto de acotación no tiene nada que ver con el tamaño finito, y que un subconjunto S de un conjunto parcialmente ordenado acotado P cuyo orden es la restricción del orden en P no es necesariamente un conjunto parcialmente ordenado acotado.
Un subconjunto S de Rn está acotado con respecto a la distancia euclídea si y solo si está acotado como subconjunto de Rn con el orden del producto. Sin embargo, S puede estar acotado como subconjunto de Rn con el orden lexicográfico, pero no con respecto a la distancia euclídea.
Se dice que una clase de números ordinales es ilimitada, o cofinal, cuando dado cualquier ordinal, siempre hay algún elemento de la clase mayor que él. Por lo tanto, en este caso ilimitado no significa ilimitado por sí mismo, sino ilimitado como subclase de la clase de todos los números ordinales.

## Conjunto parcialmente ordenado y acotado
Dado un conjunto A y una relación binaria {\displaystyle \preceq } definida entre los elementos de A, que expresaremos {\displaystyle (A,\preceq )} y la relación se representa:
{\displaystyle x,y\in A\;,\quad x\preceq y}
que se lee: para los elementos x e y de A, x precede a y, pudiendo decirse también que y sucede a x.
La no relación se representa:
{\displaystyle x,y\in A\;,\quad x\not \preceq y}
En su representación cartesiana, podemos ver los elementos del conjunto, donde los elementos del eje horizontal están relacionados con los elementos del eje vertical, si los elementos están relacionados se representa con +, si no están relacionados se representa con ., todos los casos están representados.
Si se cumple que:
{\displaystyle x\preceq y\quad \lor \quad y\preceq x}
el elemento x precede a y o y precede a x, se dice que x y y son elementos comparables.
Los siguientes pares de elementos no ordenados, son comparables, en el ejemplo:
{\displaystyle (a,a),(a,b),(a,e),(a,h),(a,i),(a,j),(b,b),(b,e),(c,c),(c,f),(d,d),(d,g),}
{\displaystyle (e,e),(e,h),(e,i),(e,j),(f,f),(f,i),(g,g),(h,h),(h,i),(h,j),(i,i),(j,j)}
Si se cumple que:
{\displaystyle x\not \preceq y\quad \land \quad y\not \preceq x}
Si se cumple que existe un y de A que se cumple que para todo x de A se cumple que x precede a y. El conjunto A está acotado superiormente respecto a {\displaystyle \preceq } siendo y una cota superior de A.
Del mismo modo diremos que:
{\displaystyle \forall x\in A\;:\quad \exists z\in A\;:\quad z\preceq x\quad }
Si se cumple que existe un z de A que se cumple que para todo x de A se cumple que z precede a x. El conjunto A está acotado inferiormente respecto a {\displaystyle \preceq } siendo z una cota inferior de A.
Diremos que un conjunto está acotado, si está acotado superior e inferiormente.  

### Elemento maximal y minimal
Dado el conjunto A formado por los elementos:
{\displaystyle A=\{a,b,c,d,e,f,g,h,i,j\}}
En el que se ha definido una relación binaria {\displaystyle \preceq } representada en la figura, siendo {\displaystyle (A,\preceq )} un conjunto parcialmente ordenado.
{\displaystyle {\begin{array}{cc|ccccccccc}&j&.&.&.&.&+&.&.&+&.&+\\\rightarrow &i&.&.&.&.&.&.&.&.&+&.\\&h&.&.&.&.&+&.&.&+&.&.\\&g&.&+&+&.&+&+&+&+&+&.\\&f&.&+&.&.&+&+&.&+&.&.\\\rightarrow &e&.&.&.&.&+&.&.&.&.&.\\&d&.&+&+&+&+&+&+&.&+&.\\&c&.&+&+&.&+&+&.&+&.&.\\\rightarrow &b&.&+&.&.&.&.&.&.&.&.\\\rightarrow &a&+&.&.&.&.&.&.&.&.&.\\\hline &\preceq &a&b&c&d&e&f&g&h&i&j\\&&\uparrow &&&\uparrow &&&&&&\uparrow \\\end{array}}}
Los elementos y de A que cumplen:
{\displaystyle y\in A\;es\;maximal\;si:\quad \forall x\in A\;:\quad y\preceq x\quad \longrightarrow \quad y=x}
y de A es maximal si para todo x de A que cumple que y preceda a x entonces y es igual a x.  Los elementos y de A se denominan maximales y definen una cota superior en A, los elementos maximales no tiene porque ser únicos, en el ejemplo a, d y j son maximales de A.
Del mismo modo los elementos z de A que cumplen:
{\displaystyle z\in A\;es\;minimal\;si:\quad \forall x\in A\;:\quad x\preceq z\quad \longrightarrow \quad z=x}
z de A es minimal si para todo x de A que cumpla que x preceda a z entonces z es igual a x.  se denominan minimales y definen una cota inferior en A, los elementos minimales no tiene porque ser únicos, en el ejemplo a, b, e e i son minimales de A.  Se puede ver que el elemento a es maximal y minimal en A

### Elemento máximo y mínimo
Dado el conjunto A formado por los elementos:
{\displaystyle A=\{a,b,c,d,e,f,g,h,i,j\}}
En el que se ha definido una relación binaria {\displaystyle \preceq } representada en la figura, siendo {\displaystyle (A,\preceq )} un conjunto parcialmente ordenado.  El elemento y de A que cumple:
{\displaystyle y\in A\;es\;m{\acute {a}}ximo\;si:\quad \forall x\in A\;/\quad x\preceq y}
se denomina máximo y define la cota superior en A, el elemento máximo es único, en el ejemplo d es el máximo de A. El elemento máximo de un conjunto es maximal en ese conjunto.
Del mismo modo el elemento z de A que cumple:
{\displaystyle z\in A\;es\;m{\acute {\imath }}nimo\;si:\quad \forall x\in A\;/\quad z\preceq x}
se denomina mínimo y define la cota inferior en A, el elemento mínimo es único, en el ejemplo a es mínimo de A. El elemento mínimo de un conjunto es minimal en ese conjunto.

### Galería de ejemplos
Dado un conjunto A, entre cuyos elementos, se ha definido una relación binaria que define un orden parcial, definido en las siguientes figuras, se pueden ver los distintos casos para determinar los maximales, minimales, máximos y mínimos de cada caso, en caso de existir:
| 1             | 2                   | 3                   | 4                 |
|               |                     |                     |                   |
| maximales: d. | maximales: a, d, j. | maximales: d.       | maximales: d.     |
| máximo: d.    | máximo: no existe   | máximo: d.          | máximo: d         |
| minimales: a. | minimales: a, e.    | minimales: a, c, h. | minimales: a, b.  |
| mínimo: a.    | mínimo: no existe   | mínimo: no existe   | mínimo: no existe |
| 5                 | 6                   | 7                 | 8                   |
|                   |                     |                   |                     |
| maximales: d, g.  | maximales: b, d, i. | maximales: c, d.  | maximales: a, d, j. |
| máximo: no existe | máximo: no existe   | máximo: no existe | máximo: no existe   |
| minimales: a, j.  | minimales: a.       | minimales: a.     | minimales: a, c, e. |
| mínimo: no existe | mínimo: a.          | mínimo: a.        | mínimo: no existe   |
| 9                      | 10                     | 11                        | 12                     |
|                        |                        |                           |                        |
| maximales: a, d, j.    | maximales: a, d, g, j. | maximales: a, b, d, i, j. | maximales: a, c, d, j. |
| máximo: no existe      | máximo: no existe      | máximo: no existe         | máximo: no existe      |
| minimales: a, b, e, i. | minimales: a, d, e, j. | minimales: a, e.          | minimales: a, e.       |
| mínimo: no existe      | mínimo: no existe      | mínimo: no existe         | mínimo: no existe      |
| 13                     | 14                        | 15                  | 16                  |
|                        |                           |                     |                     |
| maximales: d, e, f.    | maximales: d, g.          | maximales: b, d, i. | maximales: c, d.    |
| máximo: no existe      | máximo: no existe         | máximo: no existe   | máximo: no existe   |
| minimales: a, b, c, h. | minimales: a, c, d, h, i. | minimales: a, c, h. | minimales: a, c, h. |
| mínimo: no existe      | mínimo: no existe         | mínimo: no existe   | mínimo: no existe   |

## Conjunto con orden total y acotado
Dado un conjunto A y una relación binaria {\displaystyle \preceq } definida entre los elementos de A, que expresaremos {\displaystyle (A,\preceq )} y la relación se representa:
{\displaystyle x\preceq y}
que se lee: x precede a y, también se puede decir que y sucede a x.
Si la relación {\displaystyle (A,\preceq )} cumple las propiedades reflexiva, antisimétrica, transitiva y total, es por lo tanto es un conjunto con orden total.
Se cumple que:
{\displaystyle x\preceq y\quad \lor \quad y\preceq x}
todos los elementos de un conjunto con orden total son comparables.
Dado el conjunto A formado por los elementos:
{\displaystyle A=\{a,b,c,d,e,f,g\}}
en el que se ha definido una relación binaria {\displaystyle \preceq } representada en la figura, siendo {\displaystyle (A,\preceq )} un conjunto totalmente ordenado.
El elemento y de A que cumple:
{\displaystyle y\in A\;es\;m{\acute {a}}ximo\;si:\quad \forall x\in A\;/\quad x\preceq y}
se denomina máximo y define una cota superior en A, el elemento máximo es únicos, en el ejemplo g es el máximo de A.
Del mismo modo el elemento z de A que cumple:
{\displaystyle z\in A\;es\;m{\acute {\imath }}nimo\;si:\quad \forall x\in A\;/\quad z\preceq x}
se denomina mínimo y define una cota inferior en A, el elemento mínimo es únicos, en el ejemplo a mínimo de A.

### Conjunto de los números naturales
Dado el conjunto N de los números naturales y una relación binaria menor o igual: {\displaystyle \leq } definida entre los números naturales, que expresaremos {\displaystyle (N,\leq )} y la relación se representa:
{\displaystyle a\leq b}
que se lee: a es menor o igual que b.
La relación {\displaystyle (N,\leq )} cumple las propiedades reflexiva, antisimétrica, transitiva y total, es por lo tanto es un conjunto con orden total.
Se cumple que:
{\displaystyle \forall a,b\in N\;:\quad a\leq b\quad \lor \quad b\leq a}
para todo: a, b número natural: a es menor o igual que b o b es menor o igual que a, todos los números naturales son comparables.
Dado el conjunto N formado por los elementos:
{\displaystyle N=\{0,1,2,3,4,5,\ldots \}}
en el que se ha definido una relación binaria {\displaystyle \leq } representada en la figura, siendo {\displaystyle (N,\leq )} un conjunto totalmente ordenado.
No existe el elemento y de N que cumple:
{\displaystyle \forall x\in N\;:\quad \nexists y\in N\;/\quad x\leq y}
Este elemento sería el máximo en N y definiría una cota superior en N, el conjunto de los números naturales no tiene cota superior.
El elemento z de N que cumple:
{\displaystyle \forall x\in N\;:\quad \exists z\in N\;/\quad z\leq x\quad \longrightarrow \quad z=0}
se denomina mínimo y define una cota inferior en N, el elemento mínimo es único, el cero:0 es el mínimo de N.
Dado el conjunto N* formado por los elementos:
{\displaystyle N^{*}=\{1,2,3,4,5,\ldots \}}
Donde el 0,(el cero) no pertenece a N*, en el que se ha definido una relación binaria {\displaystyle \leq } representada en la figura, siendo {\displaystyle (N^{*},\leq )} un conjunto totalmente ordenado.
No existe el elemento y de N* que cumple:
{\displaystyle \forall x\in N^{*}\;:\quad \nexists y\in N^{*}\;/\quad x\leq y}
Este elemento sería el máximo en N* y definiría una cota superior en N*, igual que en el caso anterior, el conjunto de los números naturales no tiene cota superior.
El elemento z de N* que cumple:
{\displaystyle \forall x\in N^{*}\;:\quad \exists z\in N^{*}\;/\quad z\leq x\quad \longrightarrow \quad z=1}
se denomina mínimo y define una cota inferior en N*, el elemento mínimo es único, el cero:1 es el mínimo de N*.

### Conjunto de los números enteros
Dado el conjunto Z de los números enteros y una relación binaria menor o igual: {\displaystyle \leq } definida entre los números enteros, que expresaremos {\displaystyle (Z,\leq )} y la relación se representa:
{\displaystyle a\leq b}
que se lee: a es menor o igual que b.
La relación {\displaystyle (Z,\leq )} cumple las propiedades reflexiva, antisimétrica, transitiva y total, es por lo tanto es un conjunto con orden total.
Se cumple que:
{\displaystyle \forall a,b\in Z\;:\quad a\leq b\quad \lor \quad b\leq a}
para todo: a, b número entero: a es menor o igual que b o b es menor o igual que a, todos los números enteros son comparables.
Dado el conjunto Z formado por los elementos:
{\displaystyle Z=\{\ldots ,-2,-1,0,1,2,\ldots \}}
en el que se ha definido una relación binaria {\displaystyle \leq } representada en la figura, siendo {\displaystyle (Z,\leq )} un conjunto totalmente ordenado.
No existe el elemento y de Z que cumple:
{\displaystyle \forall x\in Z\;:\quad \nexists y\in Z\;/\quad x\leq y}
Este elemento sería el máximo en Z y definiría una cota superior en Z, el conjunto de los números enteros no tiene cota superior.
No existe el elemento z de Z que cumple:
{\displaystyle \forall x\in Z\;:\quad \nexists z\in Z\;/\quad z\leq x}
Este elemento sería mínimo y definiría una cota inferior en Z, el conjunto de los números enteros no tiene cota inferior respecto a la relación binaria: {\displaystyle \leq }.

## Subconjunto de un conjunto parcialmente ordenado
Partiendo de un conjunto:
{\displaystyle A=\{a,b,c,d,e,f,g,h,i,j\}}
en el que se ha definido, entre los elementos del conjunto, una relación binaria: {\displaystyle \preceq } que representamos {\displaystyle (A,\preceq )} y la relación entre elementos:
{\displaystyle x,y\in A\;,\quad x\preceq y}
que se lee: x antecede a y.
Que cumple las propiedades: reflexiva, antisimetrica y transitiva, por lo que se define en el conjunto, respecto a la relación binaria, un orden parcial. Siendo B un subconjunto de A:
{\displaystyle B=\{f,h,i,j\}}
se puede determinar si B está acotado según los siguientes conceptos:
Mayorante: es todo elemento de A que anteceda a todo elemento de B.
Supremo: es el elemento mayorante que es antecedido por todos los elemento mayorantes.
Mayor: es el nombre que recibe el supremo, en caso de existir, y ser un elemento de B.
Minorante: es todo elemento de A que es antecedido por todo elemento de B.
Ínfimo: es el elemento minorante que antecede a todos los elementos minorantes.
Menor: es el nombre que recibe el ínfimo, en caso de existir, y ser un elemento de B.

### Galería de ejemplos
Dado un conjunto A:
{\displaystyle A=\{a,b,c,d,e,f,g,h,i,j\}}
en el que se ha definido una relación binaria {\displaystyle \preceq } entre los elementos de A que define un orden parcial, y siendo B en subconjunto de A, definido:
{\displaystyle B=\{f,h,i,j\}}
Podemos ver una galería de ejemplo, que permiten discernir: mayorante, supremo y mayor así como: minorante, ínfimo y menor.
| 1                    | 2                     | 3                    | 4                    |
|                      |                       |                      |                      |
| mayorantes: d, g, i. | mayorantes: no existe | mayorantes: d, g, i. | mayorantes: d, g.    |
| supremo: i.          | supremo: no existe    | supremo: i.          | supremo: g.          |
| mayor: i.            | mayor: no existe      | mayor: i.            | mayor: no existe     |
| minorantes: a, e, h. | minorantes: e, h.     | minorantes: h.       | minorantes: a, e, h. |
| ínfimo: h.           | ínfimo: h.            | ínfimo: h.           | ínfimo: h.           |
| menor: h.            | menor: h.             | menor: h.            | menor: h.            |
| 5                     | 6                    | 7                    | 8                     |
|                       |                      |                      |                       |
| mayorantes: i, g.     | mayorantes: i.       | mayorantes: d, g, i. | mayorantes: no existe |
| supremo: i.           | supremo: i.          | supremo: i.          | supremo: no existe    |
| mayor: i.             | mayor: i.            | mayor: i.            | mayor: no existe      |
| minorantes: no existe | minorantes: a, e, h. | minorantes: a, e.    | minorantes: h.        |
| ínfimo: no existe     | ínfimo: h.           | ínfimo: e.           | ínfimo: h.            |
| menor: no existe      | menor: h.            | menor: no existe     | menor: h.             |
| 9                     | 10                    | 11                    | 12                    |
|                       |                       |                       |                       |
| mayorantes: no existe | mayorantes: no existe | mayorantes: no existe | mayorantes: no existe |
| supremo: no existe    | supremo: no existe    | supremo: no existe    | supremo: no existe    |
| mayor: no existe      | mayor: no existe      | mayor: no existe      | mayor: no existe      |
| minorantes: no existe | minorantes: no existe | minorantes: e, h.     | minorantes: e.        |
| ínfimo: no existe     | ínfimo: no existe     | ínfimo: h.            | ínfimo: e.            |
| menor: no existe      | menor: no existe      | menor: h.             | menor: no existe      |
| 13                    | 14                    | 15             | 16                    |
|                       |                       |                |                       |
| mayorantes: no existe | mayorantes: g, i.     | mayorantes: i. | mayorantes: d, g, i.  |
| supremo: no existe    | supremo: i.           | supremo: i.    | supremo: i.           |
| mayor: no existe      | mayor: i.             | mayor: i.      | mayor: i.             |
| minorantes: h.        | minorantes: no existe | minorantes: h. | minorantes: no existe |
| ínfimo: h.            | ínfimo: no existe     | ínfimo: h.     | ínfimo: no existe     |
| menor: h.             | menor: no existe      | menor: h.      | menor: no existe      |

## Subconjunto de un conjunto con orden total
Dado un conjunto {\displaystyle A\,}:
{\displaystyle A=\{a,b,c,d,e,f,g\}}
en el que se ha definido, entre los elementos del conjunto, una relación binaria: {\displaystyle \preceq } que representamos {\displaystyle (A,\preceq )} y la relación entre elementos:
{\displaystyle x,y\in A\;,\quad x\preceq y}
que se lee: x antecede a y.
Que cumple las propiedades: reflexiva, antisimetrica, transitiva y total, por lo que se define en el conjunto, respecto a la relación binaria, un orden total.
Siendo B:
{\displaystyle B=\{c,d,e\}}
un subconjunto de A, se puede determinar en B: mayorantes, supremo y mayor, así como: minorantes, ínfimo y menor:
Mayorantes: e, f, g
Supremo: e
Mayor: e
Minorantes: a, b, c
Ínfimo: c
Menor: c

### Subconjunto de los números naturales
Dado el conjunto N de los números naturales y una relación binaria menor o igual: {\displaystyle \leq } definida entre los números naturales, que expresaremos {\displaystyle (N,\leq )} según la relación:
{\displaystyle x,y\in N\;:\quad x\leq y}
que se lee: siendo x, y números natural: x es menor o igual que y.
La relación {\displaystyle (N,\leq )} cumple las propiedades: reflexiva, antisimétrica, transitiva y total, es por lo tanto es una relación de orden total. Todos los números naturales son comparables respecto a {\displaystyle \leq }.
Dado un subconjunto A de N:
{\displaystyle A=\{x:\quad x\in N\quad \land \quad 2\leq x\leq 5\}}
podemos ver que:
{\displaystyle Mayorantes=a\in Z\quad \land \quad 5\leq a}
{\displaystyle Supremo=5\,}
{\displaystyle Mayor=5\,}
{\displaystyle Minorantes=b\in Z\quad \land \quad b\leq 2}
{\displaystyle Infimo=2\,}
{\displaystyle Menor=2\,}

### Subconjunto de los números enteros
Dado el conjunto Z de los enteros y una relación binaria menor o igual: {\displaystyle \leq } definida entre los enteros, que expresaremos {\displaystyle (Z,\leq )} y la relación se representa:
{\displaystyle x,y\in Z\;:\quad x\leq y}
que se lee: siendo x, y números enteros: x es menor o igual que y.
La relación {\displaystyle (Z,\leq )} cumple las propiedades reflexiva, antisimétrica, transitiva y total, es por lo tanto es un conjunto con orden total. Todos los números enteros son comparables respecto a {\displaystyle \leq }.
Dado un subconjunto de Z:
{\displaystyle A=\{x:\quad x\in Z\quad \land \quad -1\leq x\leq 2\}}
podemos ver que:
{\displaystyle Mayorantes=a\in Z\quad \land \quad 2\leq a}
{\displaystyle Supremo=2\,}
{\displaystyle Mayor=2\,}
{\displaystyle Minorantes=b\in Z\quad \land \quad b\leq -1}
{\displaystyle Infimo=-1\,}
{\displaystyle Menor=-1\,}

### Intervalos de números reales
Dado el conjunto R de los números reales y una relación binaria menor o igual: {\displaystyle \leq } definida entre los reales que expresaremos {\displaystyle (R,\leq )} y la relación se representa:
{\displaystyle x,y\in R\;:\quad x\leq y}
y se lee: siendo x, y números reales: x es menor o igual que y.
La relación {\displaystyle (R,\leq )} cumple las propiedades: reflexiva, antisimétrica, transitiva y total, que define un conjunto con orden total. Todos los números reales son comparables respecto a {\displaystyle \leq }.
Considerando un intervalo un subconjunto conexo de los números real, es decir, una parte de recta entre dos valores dados.

#### Intervalo cerrado
Dado el intervalo cerrado de números reales:
{\displaystyle A=[a,b]\ }
que se define:
{\displaystyle A=[a,b]\;,\quad \forall x\in R\;:\quad a\leq x\leq b}
Se puede ver que:
{\displaystyle Mayorantes=y\in R\quad \land \quad b\leq y}
{\displaystyle Supremo=b\,}
{\displaystyle Mayor=b\,}
{\displaystyle Minorantes=z\in R\quad \land \quad z\leq a}
{\displaystyle Infimo=a\,}
{\displaystyle Menor=a\,}

#### Intervalo abierto
Dado el intervalo abierto de números reales:
{\displaystyle A=(a,b)\ }
que se define:
{\displaystyle A=(a,b)\;,\quad \forall x\in R\;:\quad a<x<b}
Se puede ver que:
{\displaystyle Mayorantes=y\in R\quad \land \quad b\leq y}
{\displaystyle Supremo=b\,}
{\displaystyle Mayor=no\;existe\,}
{\displaystyle Minorantes=z\in R\quad \land \quad z\leq a}
{\displaystyle Infimo=a\,}
{\displaystyle Menor=no\;existe\,}

### Intervalos semiabiertos
Dado el intervalo semiabiertos de números reales:
{\displaystyle A=[a,b)\ }
que se define:
{\displaystyle A=[a,b)\;,\quad \forall x\in R\;:\quad a\leq x<b}
Se puede ver que:
{\displaystyle Mayorantes=y\in R\quad \land \quad b\leq y}
{\displaystyle Supremo=b\,}
{\displaystyle Mayor=no\;existe\,}
{\displaystyle Minorantes=z\in R\quad \land \quad z\leq a}
{\displaystyle Infimo=a\,}
{\displaystyle Menor=a\,}
Dado el intervalo semiabiertos de números reales:
{\displaystyle A=(a,b]\ }
que se define:
{\displaystyle A=(a,b]\;,\quad \forall x\in R\;:\quad a<x\leq b}
Se puede ver que:
{\displaystyle Mayorantes=y\in R\quad \land \quad b\leq y}
{\displaystyle Supremo=b\,}
{\displaystyle Mayor=b\,}
{\displaystyle Minorantes=z\in R\quad \land \quad z\leq a}
{\displaystyle Infimo=a\,}
{\displaystyle Menor=no\;existe\,}

#### Intervalo infinito
Dado el intervalo abierto de números reales:
{\displaystyle A=(a,\infty )\ }
que se define:
{\displaystyle A=(a,\infty )\;,\quad \forall x\in R\;:\quad a<x}
Se puede ver que:
{\displaystyle Mayorantes=no\;existe\,}
{\displaystyle Supremo=no\;existe\,}
{\displaystyle Mayor=no\;existe\,}
{\displaystyle Minorantes=z\in R\quad \land \quad z\leq a}
{\displaystyle Infimo=a\,}
{\displaystyle Menor=no\;existe\,}
Dado el intervalo semiabierto de números reales:
{\displaystyle A=[a,\infty )\ }
que se define:
{\displaystyle A=[a,\infty )\;,\quad \forall x\in R\;:\quad a\leq x}
Se puede ver que:
{\displaystyle Mayorantes=no\;existe\,}
{\displaystyle Supremo=no\;existe\,}
{\displaystyle Mayor=no\;existe\,}
{\displaystyle Minorantes=z\in R\quad \land \quad z\leq a}
{\displaystyle Infimo=a\,}
{\displaystyle Menor=a\,}
Dado el intervalo abierto de números reales:
{\displaystyle A=(\infty ,b)\ }
que se define:
{\displaystyle A=(\infty ,b)\;,\quad \forall x\in R\;:\quad x<b}
Se puede ver que:
{\displaystyle Mayorantes=y\in R\quad \land \quad b\leq y}
{\displaystyle Supremo=b\,}
{\displaystyle Mayor=no\;existe\,}
{\displaystyle Minorantes=no\;existe\,}
{\displaystyle Infimo=no\;existe\,}
{\displaystyle Menor=no\;existe\,}
Dado el intervalo semiabierto de números reales:
{\displaystyle A=(\infty ,b]\ }
que se define:
{\displaystyle A=(\infty ,b]\;,\quad \forall x\in R\;:\quad x\leq b}
Se puede ver que:
{\displaystyle Mayorantes=y\in R\quad \land \quad b\leq y}
{\displaystyle Supremo=b\,}
{\displaystyle Mayor=b\,}
{\displaystyle Minorantes=no\;existe\,}
{\displaystyle Infimo=no\;existe\,}
{\displaystyle Menor=no\;existe\,}

## Conjunto acotado en un espacio métrico
Sean M un espacio métrico y A un subconjunto de M. Se dice que A está acotado si existe algún disco cerrado que lo contenga.

### Conjunto acotado en el conjunto de los números reales
Sean A un subconjunto de números reales y M un número real positivo. Se dice que A es acotado si existe un M tal que para todo x ∈ A se verifica que |x| es menor o igual que M.
{\displaystyle A\;{\mbox{es acotado}}\quad \iff \quad \exists M\in \mathbb {R} ^{+}/\quad \forall x\in A:\quad |x|\leq M}

### Conjunto acotado superiormente
Un conjunto {\displaystyle \scriptstyle A} completamente ordenado está acotado superiormente si existe un elemento {\displaystyle \scriptstyle y} que sea mayor que cualquier elemento del conjunto, es decir:

(*){\displaystyle A\ {\mbox{acotado superiormente}}\iff \exists y:\forall x\in A:\ (x\leq y)}

Nótese que con esta definición puede ser que {\displaystyle \scriptstyle y\notin A} o que {\displaystyle \scriptstyle y\in A}. A cualquier número {\displaystyle \scriptstyle y} que satisfaga (*) se le llama cota superior.
Si un conjunto está acotado superiormente en general existirá más de una cota superior, denotando al conjunto de cotas superiores de {\displaystyle \scriptstyle A} como {\displaystyle \scriptstyle CS_{A}} se define el supremo de {\displaystyle \scriptstyle A} como el mínimo de este conjunto:

{\displaystyle \sup A=\min CS_{A}}

Si {\displaystyle \scriptstyle A\subset \mathbb {R} } está acotado entonces tiene un supremo. Si resulta que {\displaystyle \scriptstyle \sup A\in A} entonces el supremo resulta además ser un máximo del conjunto {\displaystyle \scriptstyle A}.

### Conjunto acotado inferiormente
Sea A un subconjunto no vacío de números reales, se dice que A es acotado inferiormente si existe k que pertenece a los reales tal que
k < x o k = x para todo x que pertenece a A.
El número k se denomina cota inferior para A pues los números menores que k también son cotas inferiores, lo cual indica que el conjunto de todas las cotas inferiores de A es infinito. 
El ínfimo de un conjunto A es el máximo de las cotas inferiores de dicho conjunto.
{\displaystyle Inf\ A=max\ CI_{A}}

### Ejemplos
- El conjunto de números enteros positivos consta de un ínfimo, el 0, por lo que es un Conjunto Acotado Inferiormente.
- El conjunto de los números enteros negativos consta de un supremo, el 0, por lo que es un Conjunto Acotado Superiormente.
- Un conjunto que conste de los números {-3, 0, 1, 5, 32, 120} consta de una mayorante (el 120), una minorante (el -3) y un subconjunto que consta de los cuatro elementos restantes, por lo que es un Conjunto Acotado.

## Función acotada en un dominioD
Una función matemática f se llama función acotada en un dominio D (conjunto abierto conexo no vacío) cuando el conjunto imagen o recorrido de la función es un conjunto acotado, es decir, cuando la función solo existe para un intervalo numérico determinado. Por esta misma razón si una función solo existe en un intervalo numérico concreto se le llama "función acotada" ya que su resultado está limitado (acotado) a unos valores numéricos concretos que son finitos . Por ejemplo, las funciones trigonométricas {\displaystyle \sin x} y {\displaystyle \cos x}, para las cuales {\displaystyle f(D)=[-1,+1]\,}, son funciones acotadas ya que todos sus posibles resultados están contenidos en un intervalo numérico acotado, en este caso el intervalo cerrado [-1,1].

### Función acotada superiormente en un dominioD
Dada una función {\displaystyle f(x)}, se dice que tiene una cota superior o que está acotada superiormente si existe un valor {\displaystyle K} tal que {\displaystyle f(x)\leq K} para cualquier valor de x perteneciente al dominio D. K se llama cota superior de {\displaystyle f(x)} en D.
Dicho formalmente:
{\displaystyle f(x)} es acotada superiormente si
{\displaystyle \exists K\in \mathbb {R} \ /\ f(x)\leq K\ \forall \ x\in D}.

### Función acotada inferiormente en un dominioD
Dada una función {\displaystyle f(x)}, se dice que tiene una cota inferior o que está acotada inferiormente si existe un valor K tal que {\displaystyle f(x)\geq K} para cualquier valor de x perteneciente al dominio D. K se llama cota inferior de {\displaystyle f(x)} en D.

### Ejemplos
- La función {\displaystyle y=f(x)=x^{2}\,} (parábola) es una función acotada inferiormente en el eje real con cota igual a 0.
- La función {\displaystyle y=f(x)=-x^{2}\,} (parábola invertida) es una función acotada superiormente en el eje real con cota igual a 0.
- La función {\displaystyle y=f(x)=\sin(x)\,} (función seno) es una función acotada en el eje real, con cota inferior igual a -1 y cota superior igual a 1.
- La función {\displaystyle z=f(x,y)=x^{2}+y^{2}\,} (la circunferencia unitaria) en el dominio D = {{\displaystyle -1\leq x\leq 1,-1\leq y\leq 1}} tiene una cota superior igual a 2 y una cota inferior igual a 0.

### Operador acotado
En un espacio de Hilbert (o un espacio de Banach) un operador acotado es aquel que tiene una norma máxima definida sobre la bola unidad. Por tanto para un operador acotado se cumple que:

{\displaystyle \exists K\in \mathbb {R} :\max _{\|v\|=1}\|B(v)\|\leq K}

Algunos operadores importantes de la mecánica cuántica como el hamiltoniano suelen ser no acotados, lo cual tiene cierta significación física ya que en general la mayoría de sistemas físicos no tienen un límite superior de la energía que pueden contener.

## Segmento acotado
En un croquis, se llama segmento acotado aquel que está limitado por ambos extremos con sus dimensiones indicadas.

### Croquis acotado
Representación de un objeto en un plano horizontal o vertical con indicación de las dimensiones del objeto.

## Término no acotado
En matemáticas el término no acotado se refiere a alguna entidad matemática infinita o para la cual no es posible establecer una cota máxima para alguna de sus propiedades o medidas.

### Conjuntos no acotados
Dentro de un espacio métrico (E, d) un conjunto no acotado es un conjunto infinito tal que tiene puntos situados a distancia infinita, es decir, no existe ningún valor {\displaystyle C\in \mathbb {R} } tal que:

{\displaystyle d(P,Q)<C\qquad {\mbox{para todo}}\ P,Q\in E}

Alternativamente un conjunto no acotado es aquel que no cabe dentro de ninguna bola de radio finito de dicho espacio métrico.

### Operador no acotado
Fijado un espacio vectorial normado, un operador A se dice no acotado o discontinuo si no existe  {\displaystyle C\in \mathbb {R} } tal que:
{\displaystyle \sup _{x}{\frac {\lVert Ax\rVert }{\lVert x\rVert }}<C<\infty }